# Münzschatz von Meckel
Der Münzschatz von Meckel ist ein Schatz von römischen Münzen, gefunden bei Meckel in der Eifel. Er wird aufbewahrt und ausgestellt im Rheinischen Landesmuseum Trier.
Es handelt sich dabei um eine spätrömische Münzdeponierung um 313 n. Chr. Die 7486 Münzen wiegen 46 kg und waren in einem Keramiktopf deponiert worden.
Der Münzschatz wurde 2010 auf einem Acker gefunden.
Er besteht aus einigen hundert Antoninianen der zweiten Hälfte des 3. Jahrhunderts sowie aus Folles der Tetrarchie und der ersten Regierungsjahre Konstantins des Großen. Das etwa 20 km entfernte Trier (Augusta Treverorum) war seinerzeit Kaiserresidenz.
Etwa die Hälfte der Funde wurde in Trier geprägt, die anderen Münzen kommen aus Lyon oder London, aus der Türkei, aus Nordafrika oder dem Balkan.